# Arjo Finance Holding
Arjo Finance Holding AB var ett svenskt holdingbolag, som kontrollerades av Getinge AB.
År 2015 hade företaget tillgångar på knappt 29,7 miljarder SEK. Huvudkontoret låg i Göteborg.